# Santiago Urtizberea
Santiago Urtizberea Onativia Alberdi Garmendia (* 25. Juli 1909 in Irun; † 18. Januar 1985), kurz auch Santi Urtizberea genannt, war ein baskisch-spanischer Fußballspieler, der den späteren Teil seiner Karriere im französischen Ligabetrieb absolviert hat.

## Spielerkarriere
Santiago Urtizberea begann seine fußballerische Laufbahn Mitte der 1920er Jahre bei Real Unión, dem großen Verein seiner Geburtsstadt. Bereits als Jugendlicher spielte der bullige Mittelstürmer in der seinerzeit erfolgreichen ersten Elf von Real Unión, zwei Jahre davon (1924–1926) gemeinsam mit zwei anderen baskischen „Grenzgängern“ zwischen Spanien und Frankreich, nämlich René Petit und Manuel Anatol. Dort entwickelte Urtizberea sich zu einem Stoßstürmer im wahrsten Sinne des Wortes: „körperlich stämmig und robust, dabei explosiv, von enormer Kampfkraft und Torgefährlichkeit, zugleich als Mensch charmant, gradlinig und bescheiden“. Seine Spielweise trug ihm beiderseits des Bidasoa zwei Spitznamen ein – in Spanien nannten sie ihn „el Tanque“, in Frankreich „le gentleman taureau“. Bei Irun blieb er bis 1932.
Mit Real Unión gewann Urtizberea 1927 den spanischen Landespokal, wobei er ausgerechnet im Endspiel nicht an der Seite von Luis Regueiro zum Einsatz kam. Eine landesweite erste Liga gab es in Spanien hingegen erst ab der Spielzeit 1928/29. Nach ihrer Einführung wurde Santiago Urtizberea 1929/30 mit 18 Punktspieltoren zweitbester Angreifer der Liga. Außerdem hat er mit Irún 1926, 1928, 1930 und 1931 die Regionalmeisterschaft von Gipuzkoa gewonnen. 1932 stieg Irun in die zweite Liga ab, und der Angreifer wechselte ins benachbarte Donostia-San Sebastián zum erstklassigen FC Donostia. Für diesen Verein gelangen ihm in den folgenden beiden Jahren 23 Treffer in 24 Pflichtspielen und 1933 der Gewinn seines fünften Regionaltitels von Gipuzkoa. Dennoch kehrte er zwei Jahre später zu seinem Stammverein nach Irun zurück, der weiterhin nur noch in der zweiten Division antrat. In seinen sechs Spielzeiten in der spanischen Primera División hat „Santi“ insgesamt 70 Tore in seinen 71 Partien geschossen, davon 48 (in 52 Begegnungen) für Irún und 22 (bei 19 Einsätzen) für Donostia.
Im Juli 1936 brach der Spanische Bürgerkrieg aus. Als die faschistischen Truppen das republikanische Irun zu bombardieren begannen, floh Urtizberea wie zahlreiche andere Bewohner der Stadt über die nahe gelegene Grenze ins französische Hendaye. Seine Tochter Miren schrieb dazu später:

„Mein Vater und seine Freunde waren unpolitisch. Sie waren einzig deshalb nach Hendaye geflüchtet, um nicht im Bombenhagel umzukommen – darunter war meiner Erinnerung nach auch der Großvater von Bixente Lizarazu –, und dachten anfangs noch, dass sie bald wieder nach Hause zurück könnten. Aber als der Krieg sich immer länger hinzog, erkannten sie ihre ungewisse Lage, ohne Arbeit oder Einkommen. Zum Glück hatte Benito Diaz [ein ehemaliger Trainer des FC Donostia und der spanischen Olympiaauswahl] eine Anstellung als Trainer in Bordeaux gefunden, und er holte meinen Vater, dessen Mannschaftskameraden Jaime Mancisidor und einige andere [Ende 1936] ans Ufer der Garonne.“

Eines seiner ersten bedeutenden Spiele mit den Girondins Bordeaux war das Finale um die französische Amateurmeisterschaft im Mai 1937, und der Doppeltorschütze beim 2:1-Sieg über den FC Scionzier hieß Santiago Urtizberea. Anschließend fanden die Girondins Aufnahme in die professionelle zweite Division, und der Bürgerkriegsflüchtling verdiente nun etwas Geld mit dem Sport. Ab 1939 – mit dem Ausbruch des Zweiten Weltkriegs und der 1940 erfolgenden Besetzung weiter Teile Frankreichs durch deutsches Militär – gab es allerdings nur noch eine in Gruppen aufgeteilte erste Profiliga, in die Bordeaux aufgenommen wurde. Bis zum Ende dieser „Kriegsmeisterschaften“ (1939 bis 1945), die in der Gegenwart nur als inoffizielle Spielzeiten zählen, schloss Urtizbereas Elf stets im oberen Tabellendrittel ab und wurde 1944/45 sogar Zweiter der Südgruppe; er selbst war mit 18 Treffern hinter seinem Mannschaftskameraden Roger Planté und Désiré Koranyi (FC Sète) drittbester Torschütze dieser Staffel geworden.
Erfolgreicher verlief diese Zeit für die Girondins im Landespokal. In dessen Austragung der Saison 1940/41 gewannen sie zunächst den Wettbewerb der besetzten Zone Frankreichs, wobei Santiago Urtizberea unter anderem im Viertelfinale gegen die US Saint-Servan drei Tore erzielt hatte, schlugen im folgenden Interzonenfinale den Sieger der unbesetzten Zone und im abschließenden Landesendspiel den Gewinner des Teilwettbewerbs der nordostfranzösischen „verbotenen Zone“, den SC Fives, mit 2:0. Beide Treffer für Bordeaux schoss „der Stier Urtizberea, ein Sprengmeister für jede Verteidigung“. Das erste Tor erzielte er mit einem wuchtigen Kopfball, wobei er nicht nur das Leder, sondern gleichzeitig auch zwei gegnerische Abwehrspieler und deren Torwart „ins Netz rammte“.
Zwei Jahre später stand der Stürmer erneut im Landesfinale, das gegen Olympique Marseille mit 2:2 nach Verlängerung endete und in dem der Baske ebenso torlos blieb wie im mit 0:4 verlorenen Wiederholungsmatch.
Nach Kriegsende gehörte der Stürmer noch bis 1948 zur Ligamannschaft der Girondins, die 1947 in die zweite Division abgestiegen war. Santiago Urtizberea, der neben seinen nur drei Vereinen auch in die Provinzauswahl von Gipuzkoa, die spanische Olympiamannschaft (1928) und die Auswahl der französischen Ligue du Sud-Ouest berufen worden war, beendete seine Karriere als fast 39-Jähriger.

## Leben nach der Spielerzeit
Anschließend blieb Urtizberea, der in Bordeaux seine Freundin Maritxu geheiratet hatte und 1941 Vater geworden war, für ein bescheidenes Salär als Trainer im Jugend- und Amateurbereich bei den Girondins; dort hat er unter anderem den späteren Profi Didier Couécou ausgebildet. 1953 gewann die von ihm betreute zweite Mannschaft den Titel des französischen Amateurmeisters. 1957 betreute er auch kurzzeitig die Profielf, nachdem deren langjähriger Trainer André Gérard zurückgetreten war. 1966 veranstalteten die Girondins ein Jubiläumsspiel, dessen Einnahmen „Santi“ erhielt. In den 1970er Jahren zog er an die französisch-spanische Grenze zurück und lebte bis zu seinem Tod in Saint-Jean-de-Luz.

## Palmarès
- Spanischer Pokalsieger: 1927 (ohne Einsatz im Finale)
- Meister der Provinz Gipuzkoa: 1926, 1928, 1930, 1931, 1933
- Französischer Pokalsieger: 1941 (und Finalist 1943)
- Französischer Amateurmeister: 1937 als Spieler, 1953 als Trainer